# Yevgueniya Chirikova
Yevgueniya Chirikova (en ruso: Евге́ния Серге́евна Чи́рикова, 12 de noviembre de 1976 en Moscú) es una activista medioambiental rusa, conocida principalmente por oponerse a la construcción de una autopista a través del bosque de Jimki, cerca de Moscú. También ha desempeñado un papel destacado en las protestas de 2011-2013 en Rusia tras las disputadas elecciones parlamentarias en ese país. A Chirikova también se le ha atribuido el mérito de "estimular el interés nacional en la reforma política". Actualmente reside en Estonia.

## Activismo

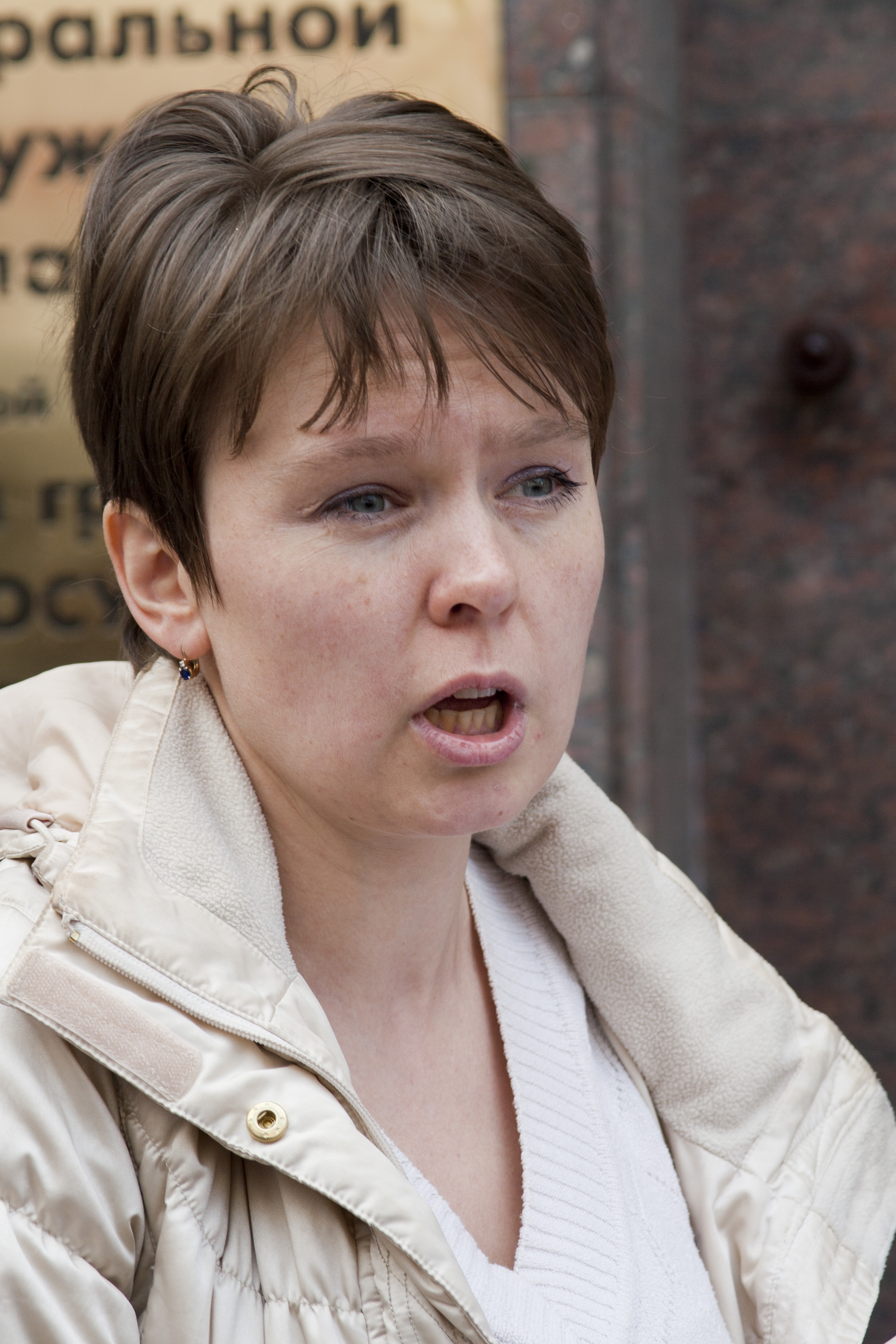
Yevgeniya Chirikova en abril de 2011.

Chirikova emprendió una campaña contra la construcción de una carretera en el bosque de Jimki. También ayudó a convencer al Banco Europeo de Reconstrucción y Desarrollo y al Banco Europeo de Inversiones para que rechazaran el proyecto.
Ha sido objeto de intimidación a causa de su campaña. En 2011, funcionarios del gobierno la visitaron, afirmando que se les había ordenado que se llevaran a sus hijos porque ella estaba abusando de ellos. Según Chirikova, "Mi reacción fue una rabia absoluta. Me grabé a mí misma describiendo lo que había pasado y publiqué el video en la web. Hubo tantas llamadas al departamento que se retiraron".

## Premios
En marzo de 2011, recibió el Premio Internacional a las Mujeres de Coraje, entregado por el vicepresidente de los Estados Unidos Joe Biden. En dicha ocasión, propuso imponer sanciones a los políticos rusos, incluido el ministro de Transporte Igor Levitín.
En 2012 fue ganadora del Premio Medioambiental Goldman, recibiendo un bono de 150 mil dólares. Afirmó que el dinero fue utilizado para crear un grupo de campaña llamado Nuestra Tierra (en ruso: наша земля - Nasha Zemlya) para emprender campañas ambientales similares a las del bosque de Jimki.
En noviembre de 2012, la revista Foreign Policy nombró a Chirikova una de las 100 mejores pensadoras globales del año.

## Plano personal
Yevgueniya Chirikova está casada con el empresario Mikhail Matveev. La pareja tiene dos hijos.